# ولاتة
مدينة ولاتة أو «ولاتن» مدينة تاريخية موريتانية تقع في  ولاية الحوض الشرقي تبعد عن العاصمة نواكشوط 1350 كم على الحدود مع مالي وقد أعلنتها اليونسكو موقعاً للتراث العالمي.

## نشأة مدينة ولاته
يقول المؤرخون تاريخ هذه المدينة يعود إلى القرن الأول ميلادي حيث كانت تعرف ب «بيرو»، وتوصف خلال حقبة الملثمين ب إيوالاتن أو أيوالاتن، ومع مجيء الإسلام الصحراء عرفت هذه المدينة ازدهارا كبيرا، كانت محطة للتجار والقوفل القادمة من الجنوب في أفريقيا متجهة إلى الشمال.
في مطلع القرن الرابع عشر في حدد 726 هجري، زارها الرحالة المسلم ابن بطوطة وتحدث عن الازدهار الشديد الذي كانت تعرفه المدينة بحكم موقعا الإستراتيجي كنقطة وصل بين الأقاليم الأفريقية في الجنوب وبين الدولة الإسلامية في الشمال حيث وصف رخاء معيشة أهلها بقوله (ويجلب إليهم تمر درعة، وسجلماسة، وتأتيهم القوافل من بلاد السودان فيحملون الملح ويباع الحمل منه بولاتن بثمانية مثاقيل إلى عشرة ويباع في مدينة مالي بعشرين مثقالا وربما يصل إلى أربعين مثقالا وبالملح يتصارفون كما يتصارف بالذهب والفضة يقطعونه قطعا ويتبايعون به).2(الرحلة ص 658)
ومنذ مطلع القرن السادس عشر الميلادي عرفت مدينة ولاته بداية نهضة فكرية كبيرة، وأصبحت أحد أهم مراكز الإشعاع الثقافي العربي الإسلامي، وهاجر إليها عدد كبير من علماء مدينة تمبوكتو التي عرفت قلاقل وفي نفس الظروف هاجر إليها علماء ومفكرون من فاس وتلمسان ومراكش، كما استقر بها بعض أهالي توات بجنوب الجزائر، وبعض العائدين من الأندلس التي سقطت نهائيا بيد الأسبان عام 1492.
هذا الكم المتنوع من المهاجرين رفد المدينة بمصادرها الثقافية التي بقيت حتى الآن وسمح لها في نفس الوقت بأن تتحول خلال القرون الخمسة الماضية إلى منارة ثقافية وعلمية وعاصمة من عواصم الفقه المالكي، كما نجد هذه الروافد المختلفة ماثلة في العمارة الولاتية، وفي عادات سكان المدينة المتحضرة وسط عالم صحراء بدوي، مخالفاً للعادات الحضرية التي استقدمها الوافدون معهم من فاس وتلمسان وغرناطة وغيرها من الحواضر العربية العريقة في العمران والمدنية.

## العمارة الولاتية

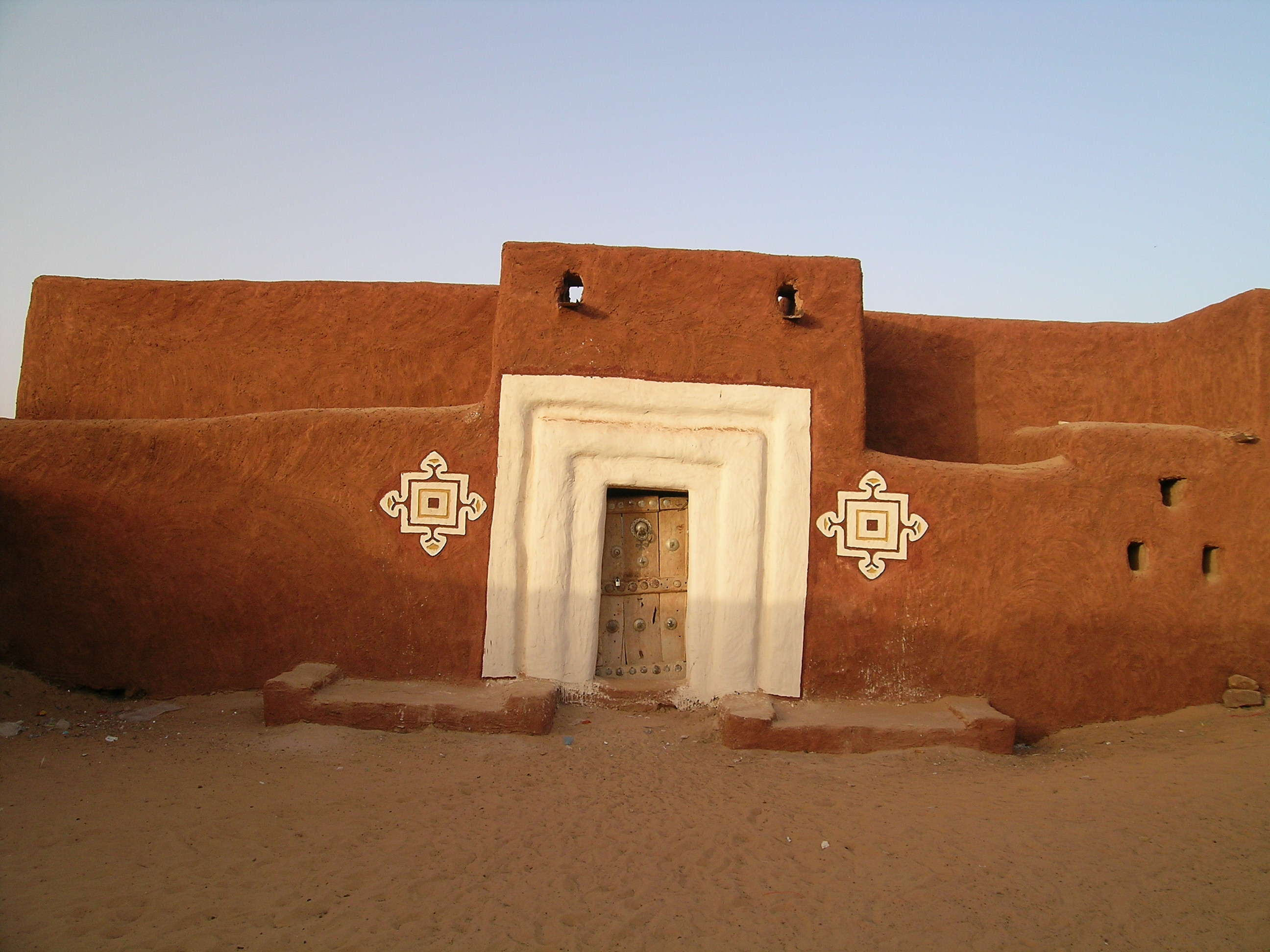
بيت تقليدي في ولاتة

تشتهر البيوت الولاتية بفن عمارة خاص بها مستوحى من العمارة العربية الإسلامية خاصة منها الأندلسية والمغربية، ويبدو ذلك من طراز مواد البناء، وأيضا في أنواع الزخرفة مع جنوح إلى البساطة بعض الشيء وميل إلى استخدام الخامات المحلية من فخار وجص وجليز وحجارة ملونة عالية الجودة تضمن قوة البناء وانسجامه مع المشهد البيئي العام الذي وضع ولاته فوق مرتفعات الحوض جاثمة بجلالها لقلعة تحرس هدوء الصحراء وتتبرج بجمالها في وجه المرتفعات الشامخة. وقد حاول باحثون غربيون وموريتانيون تفسير معاني لوحات الفسيفساء التي تزيّن جدران ومداخل البيوت الولاتية، وقد اتفقوا على عودة بعضها لفترة ما قبل الإسلام بما يحمله من أساطير وثنية في حين أن بعضها الآخر إسلامي مغربي أندلسي الملامح لحد يجعل البعض يعتقد أنه جلب من فاس أو تلمسان وهو أمر يكاد يكون متعذر الإثبات أو النفي على حد سواء.
والبيت الولاتي يضمن نوعا من التهوية الطبيعية وذلك بتقليله من الأبواب، فلكل منزل بابان لا أكثر أحدهما مخصص للرجال والضيوف، والآخر للنساء والحريم عامة، كما أن في كل بيت مجلسا يسمى محليا (درب) وهي إشارة إلى موقعه كأقرب مكان من باب الشارع حتى لا تقع عين الزائر على الحريم، وللحريم أيضا مجلس يكون بابه داخليا أي متفرعا من إحدى الغرف فقط ويسمى (السقفة) ولا يخلو بيت من دور علوي يسمى (القرب)، والسلم الصاعد إليه يكون متسعا لحد يسمح بفناء تحته توضع فيها قدور الماء لتبقى باردة.

## أساطير ولاته
لولاته أساطيرها الكثيرة التي يعود بعضها إلى معجزات الصالحين والبلطجية والتجار والجواري وغيرهم ممن حلَّ بهذه المدينة والتي ظلت الأجيال تتناقلها كتراث له مكانته الخاصة عند الأهالي. وتقاطع التاريخ والأسطورة، الحقيقة والخيال، ما كان وما يجب أن يكون، في الكثير من هذه الاساطير والحكايا، منها قصة مجيء ولي الله الصالح سيدي أحمد البكاي بودمعة إلى مدينة ولاته مطلع القرن الخامس عشر الميلادي.
وتقول الحكاية إن سيدي أحمد سمي البكاي بودمعة لأنه ظل لشدة تقواه وعبادته ظل مدة أربعين سنة يبكي لأن نافلة فاتته، وعندما جاء من الشمال نازحا مع مريديه، نزلت قافلته خارج سور ولاته مساء، وكان السور يغلق عند مغيب الشمس وكل من كان موجودا خارجه تأكله السباع، وبدافع النصيحة أسرعَ الأهالي لتنبيه الولي ومريدي، لكنه رفض مبارحة مكانه، وجاءت السباع، وظلت تبصص عند قدميه بأذنابها مسلمة عليه، ولدهشة أهالي ولاته في الصباح عندما وجدوه حياً، طلبوا منه الإقامة معهم، وعندها انتفت السباع نهائيا من المنطقة.
ومزار البكاي موجود في ولاته وهو أحد المعالم الإسلامية وبأحوازها التي تزخر بالكثير من المعالم والمزارات الأخرى الكثيرة.

## صعوبات
مدينة ولاته الآن معرّضة بكل تراثها الإسلامي العريق للغرق بفعل التصحر وزحف الرمال، وهذا هو سبب الحملة الدولية التي أطلقتها اليونيسكو من أجل المدن التاريخية الموريتانية الأربع. وإن كانت ولاته أكثرها عُرضةً لواقع هجرة عدد كبير من سكانها لحد أنهم لم يعودوا الآن يزيدون على الألفين نسمة، وهم الذين كانوا يزيدون على العشرات من الآلاف منذ عهود سحيقة. ولعل العزاء الوحيد في بقاء هذه المدينة العربية هو نشاط المكتبات والمخطوطات المدعومة لحدٍّ ما من اليونيسكو والمعهد الموريتاني للبحث العلمي، وهذا ما سمح بتصنيف بعض مكتباتها التي تحوي آلاف المخطوطات الثمينة التي لا تقدر بثمن على أن البعض الآخر ما زال عرضة للإهمال ويعيش حالة مزرية تهدد إن لم يتداركها الغيورون على ثقافة هذه الأمة، بأن تنقرض وتصبح أثراً بعد عين مرة واحدة إلى الأبد.

## معرض

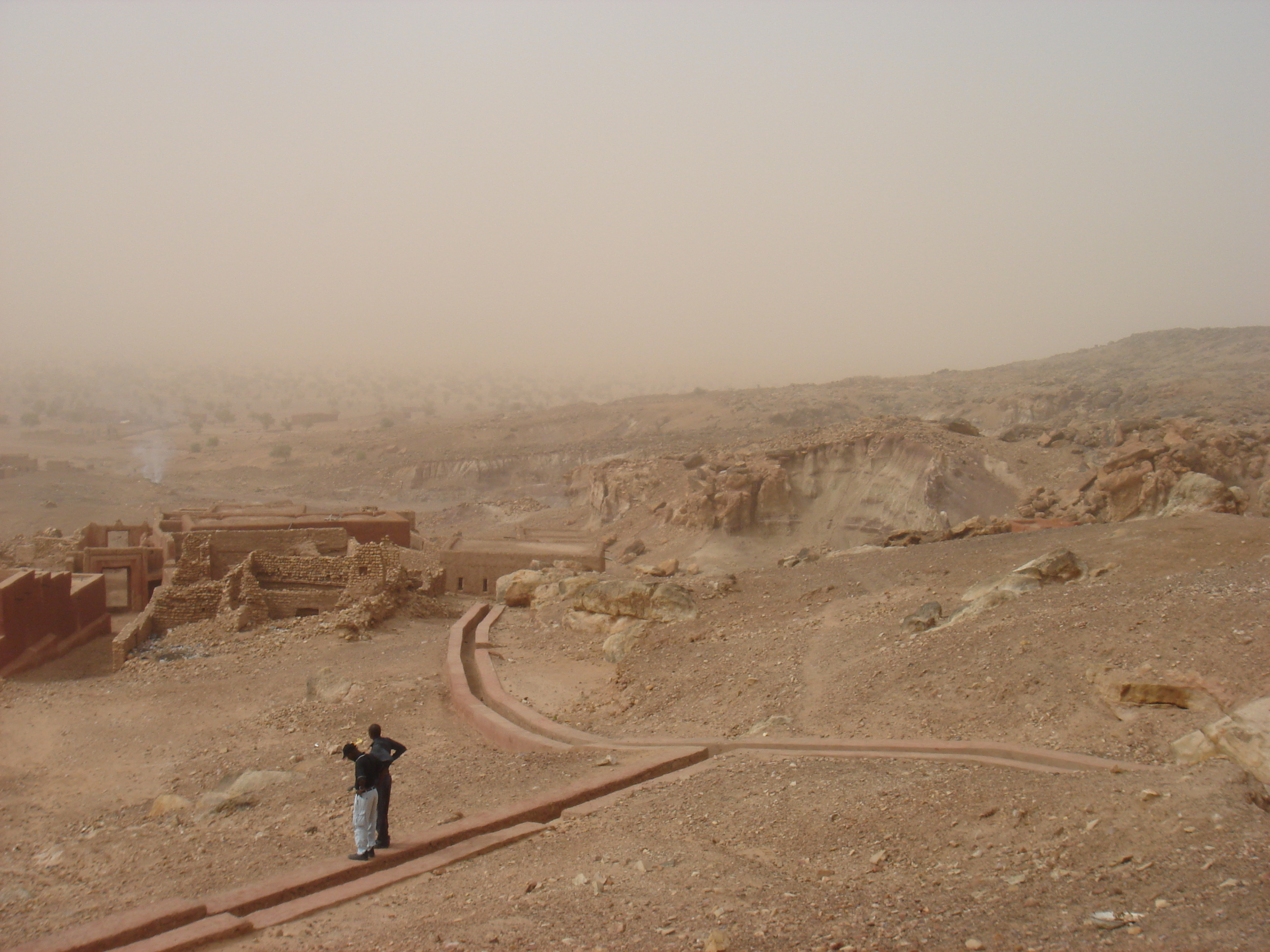
منظر لولاته
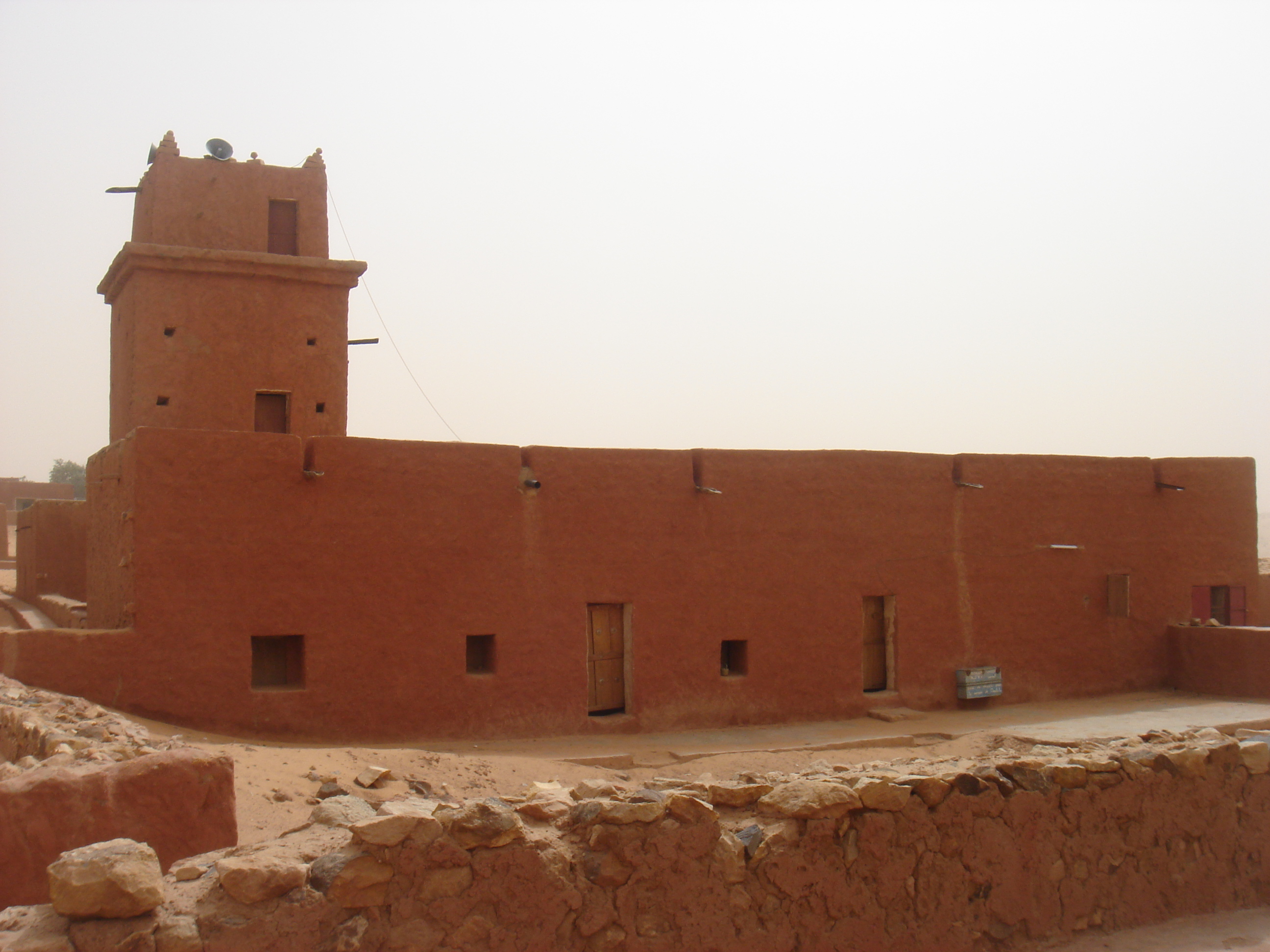
جامع ولاتة
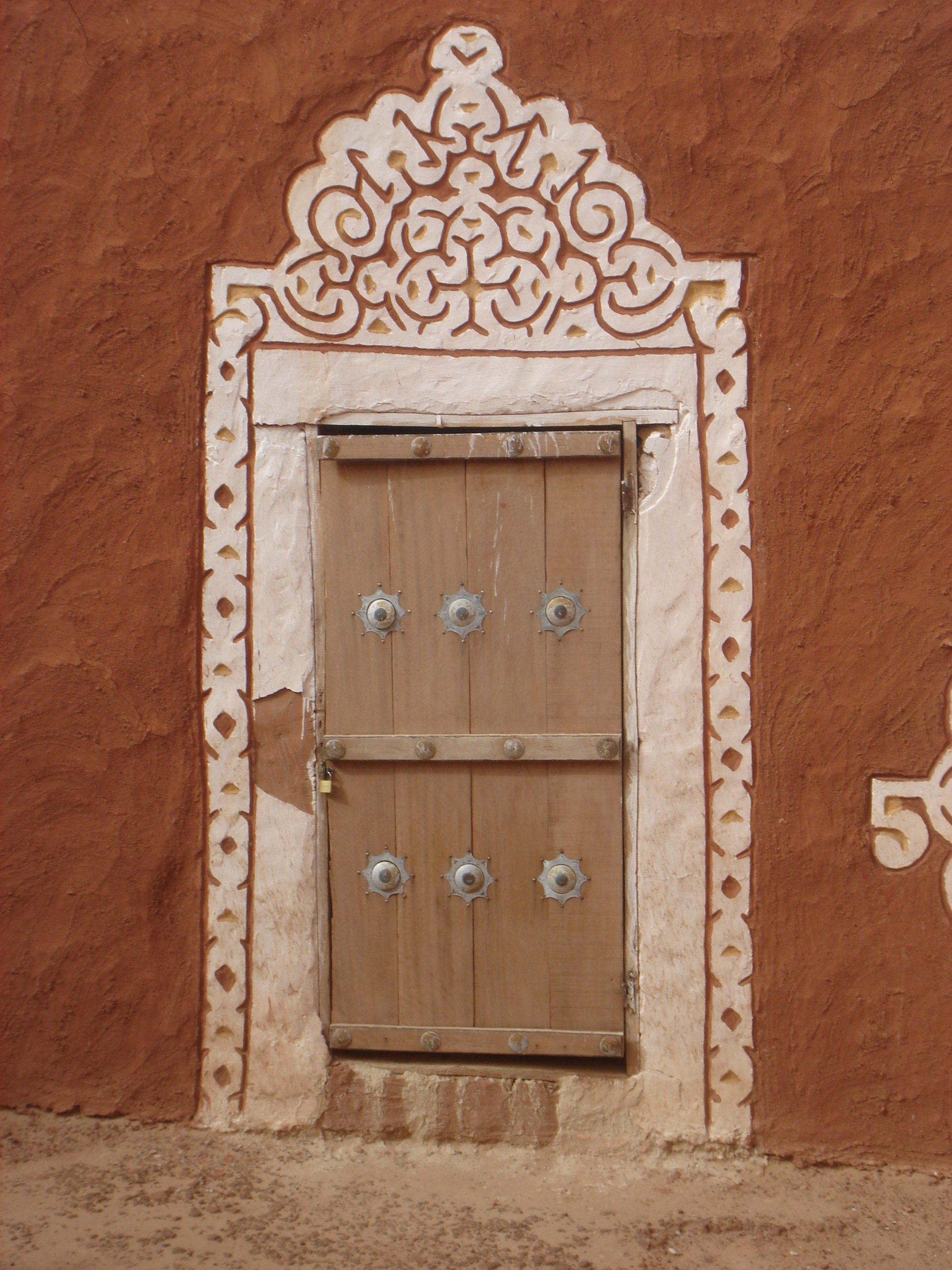
مدخل ثانوي مزخرف للمدينة
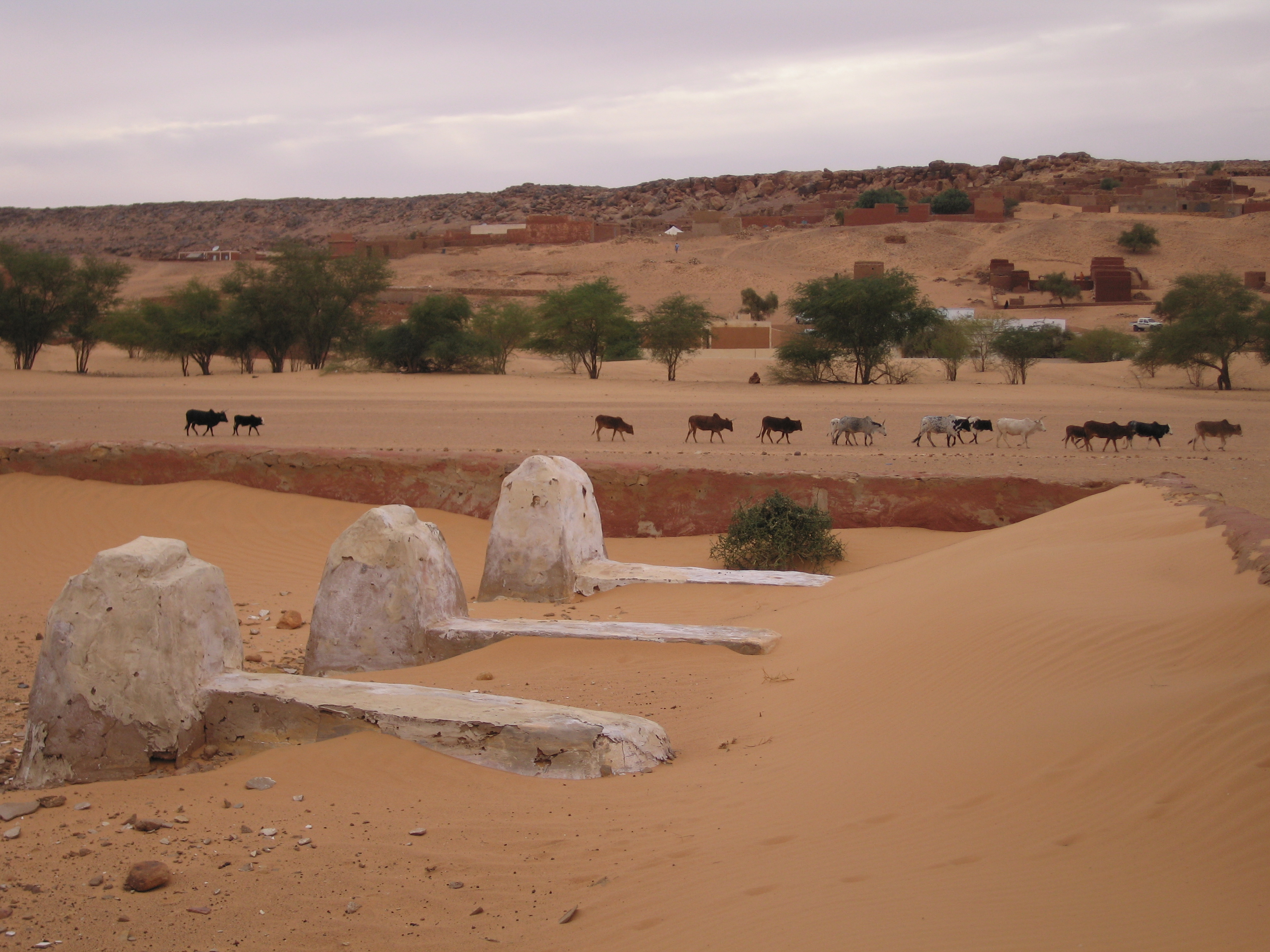
جانب من المدينة
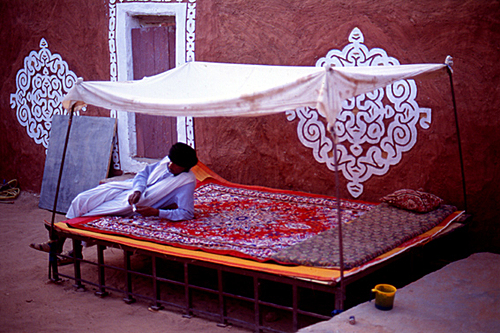
جانب من المدينة